# ラッサダー郡
座標: 北緯7度58分30秒 東経99度38分0秒 / 北緯7.97500度 東経99.63333度
ラッサダー郡（ラッサダーぐん）はタイ南部・トラン県にある郡（アムプー）である。

## 名称
ラッサダーとはプラヤー・ラッサダーヌプラディットマヒソーンパックディーにちなんだ名前である。

## 歴史
ラッサダーは1991年4月1日、フワイヨート郡から5のタムボンが分離して分郡（キンアムプー）として成立した。その後、1996年12月5日、分郡から郡（アムプー）へ昇格した。

## 地理
市内はトラン川やその支流が形成した平地にあり、郡の東部はナコーンシータンマラート山脈の一部となっている。郡内の主な河川はトラン川、パーン川、コーン川などである。

## 経済
郡内の主な産業は農業で、パラゴムノキ、果物などが生産されている。

## 行政区分
郡は5のタムボンに分かれさらにその下位に50の村（ムーバーン）がある。自治体（テーサバーン）があり以下のようになっている。
- テーサバーンタムボン・クローンパーン・・・タムボン・クローンパーンの一部

また郡内には5のタムボン行政体（オンカーンボーリハーンスワンタムボン）がある。
| 1. タムボン・クワンマオ・・・ตำบลควนเมา 2. タムボン・クローンパーン・・・ตำบลคลองปาง 3. タムボン・ノーンブワ・・・ตำบลหนองบัว 4. タムボン・ノーンプルー・・・ตำบลหนองปรือ 5. タムボン・カオプライ・・・ตำบลเขาไพร | Map of Tambon |